# Rosa Helena Jiménez
Rosa Helena Jiménez Ochoa de Chavarriaga, más conocida como La Nena Jiménez (Medellín, 15 de septiembre de 1929-Chía, 19 de octubre de 2011) fue una humorista colombiana. Se especializó en los chistes o cuentos de humor “picante” o con contenido obsceno (en Colombia llamados "chistes verdes").
Su carrera comenzó en la radio.[cita requerida] En 1968 le ofrecieron hacer una grabación para Discos Fuentes, que se extravió, pero una copia clandestina se filtró al público. La humorista ganó una enorme popularidad y en 1974 volvió a ser contratada por la disquera, editando Chistes de color, que por su popularidad entre los marineros llegó a ser conocido en varias partes del mundo. a pesar de su buen humor ante el público, en su vida privada era una persona de muy mal genio y fuerte carácter
Desde entonces, la Nena Jiménez grabó más de 25 casetes y se presentó, aparte de su país natal, en Nueva York, Miami, Canadá, Inglaterra, España, Santo Domingo, Ecuador, Venezuela, Panamá, Chile y la República Dominicana. Apareció en programas como El Show de Cristina, Sábado Gigante y Don Francisco Presenta.

## Fallecimiento
La humorista falleció por causa de diversas complicaciones derivadas de un Mal de Alzheimer que finalmente acabaron con su vida en un hospital de Chía el 19 de octubre de 2011 a los 82 años.